# おもてなし武将隊

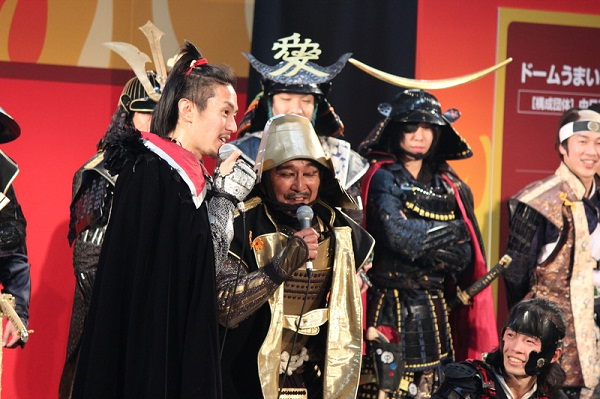
世界SAMURAIサミット（2012年）
中央には葵武将隊の徳川家康、左は名古屋おもてなし武将隊の織田信長。後列に直江兼続や伊達政宗らの姿が見える。

おもてなし武将隊（おもてなしぶしょうたい）では、日本各地で戦国武将などに扮してPR活動を行う集団について述べる。

## 概要
従来より城などの観光地で鎧武者姿で観光案内などを行う例などはあったが、2009年（平成21年）4月、名古屋市長河村たかしが公約の一つ「名古屋市の情報発信力の強化」として掲げていた『武将都市ナゴヤ』キャンペーンが始まり、同年11月に名古屋おもてなし武将隊が結成された。名古屋おもてなし武将隊の成功により、全国各地で同様の集団が結成されることになる。
これらの武将隊は、歴史上の武将を城などと同様、ひとつの「観光資源」として捉えて観光客を呼び込むもので、名古屋おもてなし武将隊の活動を委託された三晃社は以下の3つの基本コンセプトを挙げている。
- 徹底的に本物にこだわり、お客さまに「武将の世界」を提供すること。
- 雨の日も、風の日も、いつでも名古屋城へ行けば「武将に会える」こと。
- 武将6名＋陣笠4名が、独自のキャラを確立し、エンターテイメントを磨くこと。

「拠点となる城などに行けばいつでも武将に会うことが出来る」というコンセプトは、2010年に結成された伊達武将隊などその後に結成された武将隊の多くで踏襲された。
これらの武将隊は「おもてなし」として演舞や寸劇などのパフォーマンスや来場者との記念撮影を行なうほか、各種のイベントにゲストとして参加したり、地元ラジオ・テレビ局の番組への出演、インターネット放送を行うなど、一種のローカルタレントとして活動するものも見られる。多くが戦国時代の武将とその配下（足軽・忍びなど）によって構成されているが、戦国武将の妻・娘など女性のみで構成されている「あいち戦国姫隊」や、幕末の志士たちによる「土佐おもてなし勤王党」、各地の武将隊から選抜されたメンバーによる「おもてなし武将隊JAPAN」などその形態も様々である。なお、行政主導によるものやボランティアによるものなど、運営形態はかならずしも定まっておらず、短期間で活動を停止・終了した武将隊もある。

## 一覧
| 名称                                                                              | 活動期間                                                   | 運営                                                            | 拠点                        | 武将など |
| --------------------------------------------------------------------------------- | ---------------------------------------------------------- | --------------------------------------------------------------- | --------------------------- | --- |
| 岐阜城盛り上げ隊                                                                  | 2008年5月 -                                                | ボランティア                                                    | 岐阜城                      | 斎藤道三・斎藤義龍・竹中半兵衛・濃姫・斎藤龍興・明智光秀・稲葉一鉄・安藤守就・氏家直元 |
| 名古屋おもてなし武将隊                                                            | 2009年11月3日 -                                            | 三晃社                                                          | 名古屋城                    | 織田信長・豊臣秀吉・徳川家康・前田利家・加藤清正・前田慶次 |
| 奥州・仙台おもてなし集団 伊達武将隊                                               | 2010年7月1日 -                                             | 街ナビプレス                                                    | 仙台城                      | 伊達政宗・伊達成実・片倉小十郎・茂庭綱元・支倉常長 |
| 忍城おもてなし甲冑隊                                                              | 2010年7月25日 -                                            | 忍城おもてなし甲冑隊事務局                                      | 忍城                        | 成田長親・成田氏長・正木丹波守利英・酒巻靱負・柴崎和泉守・甲斐姫 |
| 山形おきたま【愛】の武将隊                                                        | 2010年7月29日 - 2014年9月30日                              | シグマ                                                          | 米沢城                      | 直江兼続・最上義光・前田慶次・楯岡光直・大国実頼・伊達政宗・片倉景綱・上泉泰綱・鮭延秀綱 |
| 白石戦國武将隊「奥州片倉組」                                                      | 2010年9月 - 2017年3月31日（休止中）                        | 白石市                                                          | 白石城                      | 片倉重長・伊達成実・茂庭綱元・白石宗実・留守政景・伊達政宗・真田幸村 |
| まつえ若武者隊                                                                    | 2011年3月19日 -                                            |                                                                 | 松江城                      | 本間亀二郎・堀川茶々丸・出雲修理・忍者月照 |
| 丸亀城バサラ京極隊                                                                | 2011年4月6日 - 2014年3月31日                               |                                                                 | 丸亀城                      | 京極高次・初・京極高和・京極高或・京極高矩・京極高朗・京極朗徹 |
| 越後上越 上杉おもてなし武将隊                                                     | 2011年4月29日 -                                            | 上越観光コンベンション協会                                      | 春日山城                    | 上杉謙信・上杉景勝・直江兼続 |
| グレート家康公「葵」武将隊                                                        | 2011年4月30日 -                                            | 岡崎パブリックサービス                                          | 岡崎公園                    | 徳川家康・酒井忠次・本多忠勝・榊原康政・井伊直政・服部半蔵正成 |
| 土佐おもてなし勤王党 ⬇ 土佐おもてなし海援隊                                       | 2011年7月9日 - 2016年3月27日 2016年7月30日 - 2019年3月31日 | 土佐おもてなし勤王党運営事務局 ⬇ 土佐おもてなし海援隊運営事務局 | こうち旅広場 （高知駅南口） | ～勤王党/海援隊～ 坂本龍馬・中岡慎太郎・岩崎弥太郎・武市半平太 ～勤王党～ 岡田以蔵・瓦版屋りょう ～海援隊～ 吉村虎太郎・ジョン万次郎 |
| 長久手歴史トラベラーズ                                                            | 2011年7月12日 - 2013年5月18日                              |                                                                 |                             | 徳川家康・井伊直政・池田恒興・森長可 |
| あいち戦国姫隊                                                                    | 2011年7月27日 - 2015年3月31日 2016年4月30日 -              | あいち戦国姫隊事務局                                            |                             | 市・吉乃・於大・おね・まつ・江 |
| 関ヶ原東西武将隊                                                                  | 2011年8月9日 - 2012年12月2日                               | 関ケ原町                                                        |                             | 石田三成・島左近・大谷吉継・徳川家康・本多忠勝・井伊直政 |
| 神戸・清盛隊                                                                      | 2011年9月29日 - 2013年1月14日、2013年4月1日-               |                                                                 |                             | 平清盛・平重盛・平宗盛・平知盛・平重衡・平敦盛・GION |
| 金澤百万石武将隊                                                                  | 2011年10月 -                                               |                                                                 |                             | 前田慶次郎・算盤侍 猪山・摩阿姫・前田正虎 |
| 後三年合戦絵詞                                                                    | 2011年10月 -                                               | ちっちゃいもの倶楽部                                            |                             | 源義家・清原清衡 |
| 板額弓人（cute）隊                                                                | 2012年2月 -                                                | 「板額御前」板額会                                              |                             | |
| 清原紅蓮隊                                                                        | 2012年3月29日 -                                            | ボランティア                                                    | 秋田ふるさと村              | 清原清衡・清原家衡・源義家・源義光・鎌倉景政・金売り吉次 |
| 信州上田おもてなし武将隊                                                          | 2012年4月6日 -                                             | 上田観光コンベンション協会                                      | 上田城                      | 真田幸村・真田幸隆・真田昌幸・望月六郎・根津甚八・筧十蔵・海野六郎・穴山小助・霧隠才蔵・猿飛佐助・由利鎌之助・三好清海入道。三好伊三入道 |
| 山梨県うらおもてなくおもてなし武将隊 風林火山 甲斐の虎武将隊 ⬇ 風林火山甲陽戦国隊 | 2011年7月15日 -                                            | 風林火山甲斐の虎武将隊（山梨県・企業協働）                      | 恵林寺                      | 武田信玄・山県昌景・馬場信春・真田昌幸・山本勘助・高坂昌信・内藤昌豊・武田勝頼・武田松姫・北条夫人・土屋惣蔵・板垣信方 |
| 清洲城武将隊桜華組                                                                | 2012年7月8日 - 2014年1月29日                               |                                                                 | 清洲城                      | 織田信長・木下藤吉郎・前田犬千代・濃姫 |
| 熊本城おもてなし武将隊                                                            | 2012年7月27日 -                                            | サンコー・コミュニケーションズ                                  | 熊本城/桜の馬場城彩苑       | ～若き猛槍～加藤清正・八十姫・飯田覚兵衛・森本義太夫・庄林隼人・福島正則・加藤嘉明・脇坂安治・糟屋武則・木村又蔵 ～虎視眈々～加藤清正・八十姫・飯田覚兵衛・森本義太夫・庄林隼人・黒田官兵衛・島津義弘 ～威風堂々～ 加藤清正・あま姫・飯田覚兵衛・森本儀太夫・庄林隼人・島津義弘・細川忠興・黒田官兵衛・小西行長・立花宗茂 ～百古不磨～ 加藤清正・あま姫・島津義弘・細川忠興・黒田官兵衛・小西行長・大村善前・松井興長・飯田覚兵衛・南条元清 |
| 安芸ひろしま武将隊                                                                | 2013年7月7日 -                                             | インフォライズン                                                | 広島城                      | 毛利元就・毛利隆元・毛利輝元・吉川元春・小早川隆景・杉原盛重・世鬼政親・世鬼政時 |
| 徳川家康と服部半蔵忍者隊                                                          | 2015年8月1日 -                                             | 三晃社                                                          | 名古屋城                    | 服部半蔵・三平・凛・猿伎丸・草二・柊・遊 |
| 上州真田武将隊                                                                    | 2016年3月 - 2023年3月                                      | Josyu Entertainment                                             | 沼田城                      | 真田信之・小松姫・真田昌幸・沼田景義・竹林院・お初・円珠姫・おちょぼ |
| 館山ふるさと特使 おもてなし武将隊・館山里見八犬士                                 | 2017年4月 -                                                | ボランティア（館山市公式）                                      |                             | 犬江親兵衛・犬川荘助・犬村大角・犬坂毛野・犬山道節・犬飼現八・犬塚信乃・犬田小文吾・船虫 |
| 合戦武将隊                                                                        | 2018年3月                                                  | 株式会社IKUSA                                                   | 全国                        | 元親・半兵衛・孫市・左近・蘭丸・八重・高虎 |
| 福岡おもてなし武将隊                                                              | 2019年1月 -                                                | 福岡観光コンベンションビューロー                                | 福岡城                      | 黒田官兵衛・黒田長政・栗山利安・博多屋源 |
| 福岡黒田忍者隊                                                                    | 2020年4月 -                                                | ワーサル                                                        |                             | |

## 武将隊による合同イベント
各地の複数の武将隊が一堂に会するイベントは、2010年の世界コスプレサミットの共催イベントとして行われた『世界SAMURAIサミット』をはじめとして複数回行われている。
| イベント名称                                                | 開催日            | 会場                     | 参加武将隊 |
| ----------------------------------------------------------- | ----------------- | ------------------------ | --- |
| 世界SAMURAIサミット                                         | 2010年8月1日      | オアシス21               | 名古屋おもてなし武将隊、長浜歴ドラ隊、伊勢･安土桃山文化村 藤堂高虎武将隊、忍城おもてなし甲冑隊、山形おきたま【愛】の武将隊、外国人武者隊 |
| 世界SAMURAIサミット                                         | 2012年2月3～6日   | ナゴヤドーム             | 奥州・仙台おもてなし集団伊達武将隊、山形おきたま【愛】の武将隊、忍城おもてなし甲冑隊、名古屋おもてなし武将隊、グレート家康公「葵」武将隊、あいち戦国姫隊、長久手歴史トラベラーズ、越後上越・上杉おもてなし武将隊、土佐おもてなし勤王党、金沢おもてなし武将隊、後三年合戦絵詞、越後胎内 百発百中! 板額弓人（cute）隊                       |
| 戦国サミットin越後上越                                      | 2012年8月25・26日 | 上越市埋蔵文化財センター | 越後上越・上杉おもてなし武将隊、山形おきたま【愛】の武将隊、忍城おもてなし甲冑隊、風林火山 甲斐の虎武将隊、白石戦國武将隊 奥州片倉組、信州上田おもてなし武将隊 真田幸村と十勇士、金澤百万石武将隊 |
| 岡崎SAMURAIサミット～なぜか平日なのにこんなに集まりました～ | 2012年11月16日    | 三河武士のやかた家康館   | あいち戦国姫隊、清州城武将隊桜華組、長久手歴史トラベラーズ、後三年合戦絵詞、忍城おもてなし甲冑隊、グレート家康公「葵」武将隊 |
| 平成あいち戦国武将サミット                                  | 2012年11月18日    | アスナル金山             | あいち戦国姫隊、名古屋おもてなし武将隊、グレート家康公「葵」武将隊、長久手歴史トラベラーズ、清洲城武将隊桜華組、信州上田おもてなし武将隊、忍城おもてなし甲冑隊 |
| 清洲城戦国サミット                                          | 2013年2月3日      | 清洲市民センターホール   | 清洲城武将隊 桜華組、清洲城武将隊 絆組、長久手歴史トラベラーズ、グレート家康公「葵」武将隊、あいち戦国姫隊、風林火山甲斐の虎武将隊、岐阜城盛上げ隊、岐阜城武将隊信義徹心、後三年合戦絵詞、安濃津戦国武将隊、愛知忍者連盟 |
| 全国武将隊天下一決定戦 ～宴～                               | 2013年2月16・17日 | 名鉄ホール               | 土佐おもてなし勤王党、奥州仙台おもてなし集団伊達武将隊、長久手歴史トラベラーズ、熊本城おもてなし武将隊、名古屋おもてなし武将隊、グレート家康公「葵」武将隊、信州上越おもてなし武将隊、あいち戦国姫隊、清洲城武将隊桜華組 |
| サムライ・ニンジャフェスティバル2017                        | 2017年11月12日    | 大高緑地                 | あいち戦国姫隊、安芸ひろしま武将隊、奥州仙台おもてなし集団伊達武将隊、埼玉県行田市・忍城おもてなし甲冑隊、岐阜城盛り上げ隊、清洲城武将隊 煌組&くのいち奪取、熊本城おもてなし武将隊、グレート家康公「葵」武将隊、信州上田おもてなし武将隊 真田幸村と十勇士、ネコ忍だいごろう、徳川隠密隊、徳川家康と服部半蔵忍者隊、名古屋おもてなし武将隊 |